# 스마트뉴스
스마트뉴스(SmartNews)는 동일한 이름의 스마트폰용 앱을 제공 중인 일본의 기업이다. 본 문서는 앱/기업 모두의 해설을 다룬다.

## 애플리케이션 개요
스마트뉴스는 일본 일간지 및 각종 뉴스 미디어와 연계하여 인터넷 상에서 화제가 되는 뉴스를 휴대폰을 통해 읽을 수 있는 스마트폰용 앱이다. 앱은 세계 각국에 제공중이며 특히 일본과 미국 합계 1000만 다운로드를 기록 하였으며, 월간 400만인이 사용중이다.

### 내용
스마트뉴스는 전파가 없어도 뉴스를 읽을 수 있는 것이 특이점이다.
2013년 12월에는 「Google Play Best of 2013」과 애플의 「The App of the Year 2013」을 수상했다.

### 다운로드 가능한 사이트
iOS의 경우 애플 앱 스토어를 통해, Android의 경우 구글 플레이를 통해 다운로드 가능하다.

## 기업
스마트뉴스 주식회사 (スマートニュース株式会社)는 도쿄 시부야에 본사를 가진 IT 기업으로 2012년에 설립되었다.

### 연혁
- 2012년 6월 주식회사 고쿠로를 설립
- 2012년 12월 스마트뉴스 어플리케이션 공개
- 2013년 10월 사명을 스마트뉴스 주식회사로 변경
- 2014년10월 SmartNews 2.0 릴리즈
- 2015년 2월 본사를 시부야구 진구마에로 이동